# AKA-L 90
Bei der Ankündigungsanlage L90 (AKA-L 90) handelt es sich um ein Sicherungssystem auf den Schnellfahrstrecken Mannheim–Stuttgart und Hannover–Würzburg der Deutschen Bahn.

## Funktionsweise
Bei Streckengeschwindigkeiten von über 200 km/h ist das Arbeiten im Gleis ohne Streckensperrung nur in Ausnahmefällen erlaubt. Das System stellt eine dieser Ausnahmen dar.
Zur Nutzung wird die Arbeitsstelle als Element der Fahrstraße in die Stellwerkslogik aufgenommen um sicherzustellen, dass erst nach Freigabe der Fahrstraße durch einen Bediener vor Ort eine Zugfahrt stattfinden kann. Als Bediener des Systems an der Arbeitsstelle kommen in der Regel in das System eingewiesene Sicherungspersonale zum Einsatz, jedoch erlaubt die DGUV-Vorschrift auch den Einsatz zur Selbstsicherung.